# Brandon Thomas (cestista)
Brandon Omar Thomas (Bitburg, 17 agosto 1984) è un cestista statunitense, nato in Germania.

## Carriera
Nel 2011 ha militato nel Gruppo Triboldi Basket di Cremona; il 24 novembre 2011 risolve però il suo contratto con la società.